# إليشا سكوت لوميس
إليشا سكوت لوميس (بالإنجليزية: Elisha Scott Loomis) هو نَسَّاب ورياضياتي أمريكي، ولد في 18 سبتمبر 1852، وتوفي في 11 ديسمبر 1940.